# Kristanna Loken

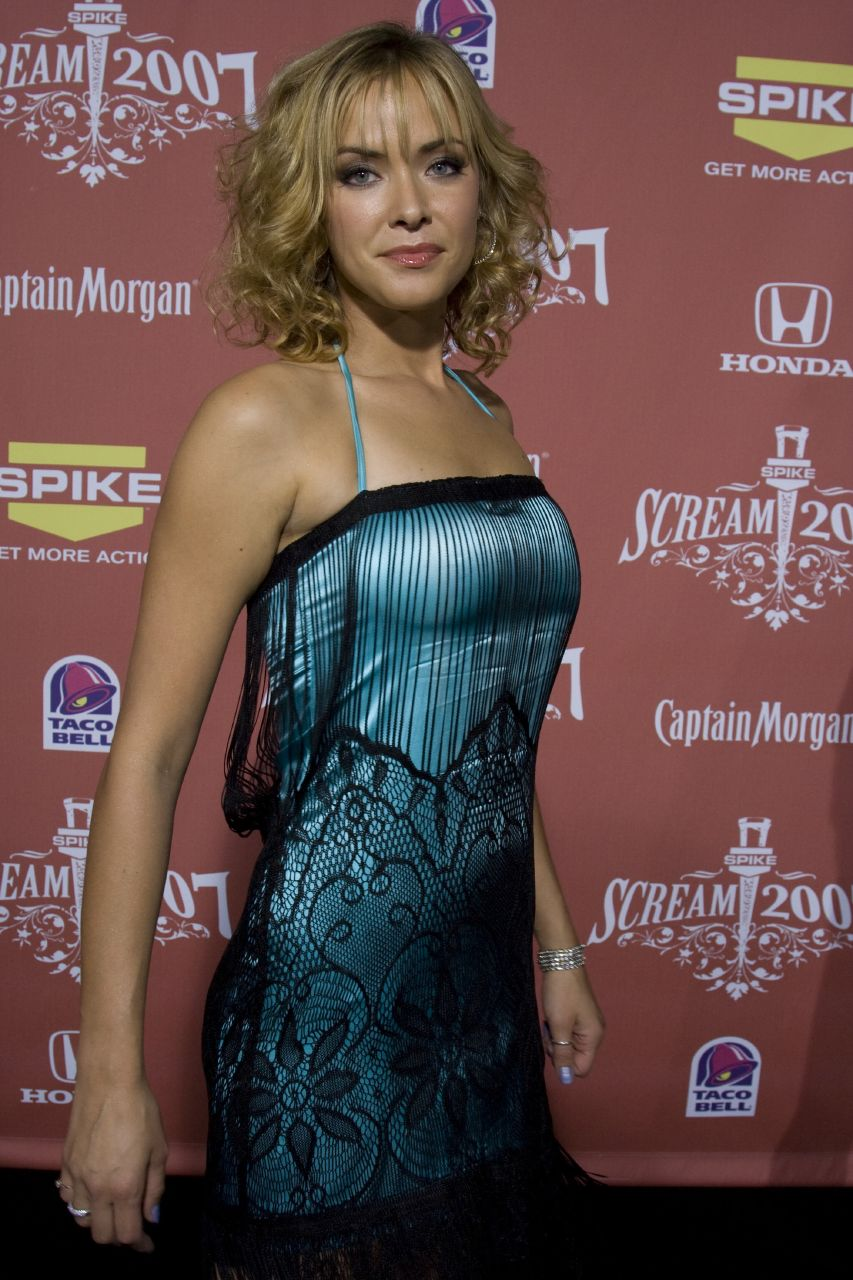
2007-ben

Kristanna Sommer Loken vagy Kristanna Sommer Løken (Ghent, New York állam, 1979. október 8. –) norvég származású amerikai színésznő, modell. 
Legismertebb szerepe a Terminátor 3. – A gépek lázadása (2003) című filmben a T-X robot megformálása.

## Fiatalkora és családja
Kristanna nagyszülei Norvégiából emigráltak Wisconsinba. Édesapja Merlin „Chris” Loken, sikeres író és a LoveApple Farm tulajdonosa, édesanyja Rande Porath Wilhelmina egykori modell, aki Rande Hague néven lett ismert. Nővére, Tanya Loken, terapeuta.
Gyermekkorában magán és állami iskolába is járt, kitűnő tanuló volt, emellett énekelni, táncolni tanult és lovagolt is. Anyja inspirálására modellkedni kezdett. 15 évesen harmadik helyezést ért el az Elite Look versenyen Ibizán. 

## Színészi pályafutása
Eleinte kisebb epizódszerepeket kapott, majd 1997-ben a Pensacola - A név kötelez című sorozatban bizonyíthatott. Az igazi áttörést és az ismertséget a Terminátor 3. – A gépek lázadása (2003) című film hozta meg neki.

## Magánélete
A Kristanna biszexuális beállítottságáról szóló pletykáknak, a Curve magazinnak adott interjú volt az alapja. Amikor Monte-Carlóban, a Music Awardson megcsókolta Pinket, akkor már nem volt pletyka többé. Az LMBT hírforrások 2006-ban jelentették, hogy viszonya van Michelle Rodriguez színésznővel. Amikor megkérdezték kapcsolatukról, Kristanna így válaszolt: „Nagyon jó barátok vagyunk, közeli barátok. Mindig szeretni fogom Michelle-t"
2008-ban hozzáment a szintén színész Noah Danbyhez, házasságuk 2009-ig tartott.

## Filmográfia

### Film
| Év   | Magyar cím                               | Eredeti cím                                             | Szerep         | Magyar hang    |
| ---- | ---------------------------------------- | ------------------------------------------------------- | -------------- | -------------- |
| 1997 |                                          | Academy Boyz                                            | Linda Baker    |                |
| 2001 |                                          | Gangland                                                | Angie          |                |
| 2001 | Pánikjárat                               | Air Panic                                               | Josie          | Zakariás Éva   |
| 2003 | Terminátor 3. – A gépek lázadása         | Terminator 3: Rise of the Machines                      | T-X            | Lázár Erika    |
| 2003 | Terminátor 3. – A gépek lázadása         | Terminator 3: Rise of the Machines                      | T-X            | Orosz Helga    |
| 2004 |                                          | Worn Like a Tattoo (rövidfilm)                          | Mary anyja     |                |
| 2005 | BloodRayne – Az igazság árnyékában       | BloodRayne                                              | Rayne          | F. Nagy Erika  |
| 2006 |                                          | Lime Salted Love                                        | Zepher Genesee |                |
| 2007 | A király nevében                         | In the Name of the King: A Dungeon Siege Tale           | Elora          | Timkó Eszter   |
| 2009 |                                          | Darfur                                                  | Malin Lausberg |                |
| 2011 |                                          | Dangerously Close (rövidfilm)                           | Mrs. Linedrow  |                |
| 2011 | S.W.A.T. – Tűzveszély                    | S.W.A.T.: Firefight                                     | Rose Walker    |                |
| 2011 | 301, avagy Maxiplusz, a legnagyobb római | National Lampoon's 301: The Legend of Awesomest Maximus | Szexia         | Bertalan Ágnes |
| 2013 | Bérgyilkos hősök                         | Bounty Killer                                           | Catherine      |                |
| 2013 |                                          | Dark Power                                              | Mila Driver    |                |
| 2013 |                                          | Fighting for Freedom                                    | Karen          |                |
| 2013 |                                          | Mrs. Sweeney (rövidfilm)                                | nem szerepel   |                |
| 2014 |                                          | Black Rose                                              | Emily Smith    |                |
| 2014 |                                          | Hunting the Phantom                                     | Rush           |                |
| 2014 |                                          | Mercenaries                                             | Kat Morgan     |                |
| 2017 |                                          | Body of Deceit                                          | Alice          |                |
| 2020 |                                          | Repeater                                                | Nadia Sykes    |                |
| 2020 |                                          | Demo                                                    | Marisa         |                |
| 2022 |                                          | Repeater                                                | Nadia Sykes    |                |
| 2024 | Elnyel a sötétség                        | Darkness of Man                                         | Claire         | Erdős Borcsa   |
| 2024 |                                          | Dark Night of the Soul                                  | Alex           |                |